# قصر بني تاجيت (بني تادجيت)
قصر بني تاجيت هي إحدى مشيخات المملكة المغربية، تتبع جغرافيا لإقليم فكيك وإداريًا لبني تادجيت. يقدر عدد سكانها بـ 976 نسمة حسب الإحصاء الرسمي للسكان والسكنى لسنة 2004.